# Pro Bowl Games 2024
Die Pro Bowl Games 2024 waren das All-Star-Event der National Football League (NFL) in der Saison 2023. Wie bereits im Vorjahr wird das traditionelle Tackle-Football-Spiel durch Flag Football ersetzt, zudem werden diverse Minispiele veranstaltet. Das Flag-Football-Spiel wurde am 4. Februar 2024, eine Woche vor dem Super Bowl LVII, im Camping World Stadium in Orlando, Florida, ausgetragen. Ein Teil der Veranstaltung fand bereits am 1. Februar auf dem Campus der University of Central Florida statt.

## AFC-Kader

### Offense
| Position         | Starter                                                      | Ersatz                                                         | Alternative                                                  |
| ---------------- | ------------------------------------------------------------ | -------------------------------------------------------------- | ------------------------------------------------------------ |
| Quarterback      | 1 Tua Tagovailoa, Miami                                      | 8 Lamar Jackson, Baltimore b 15 Patrick Mahomes, Kansas City c | 7 C. J. Stroud, Houston a 15 Gardner Minshew, Indianapolis a |
| Runningback      | 31 Raheem Mostert, Miami                                     | 4 James Cook, Buffalo 22 Derrick Henry, Tennessee              |                                                              |
| Fullback         | 30 Alec Ingold, Miami                                        |                                                                |                                                              |
| Wide Receiver    | 10 Tyreek Hill, Miami 2 Amari Cooper, Cleveland b            | 13 Keenan Allen, LA Chargers 1 Ja’Marr Chase, Cincinnati       | 14 Stefon Diggs, Buffalo a                                   |
| Tight End        | 87 Travis Kelce, Kansas City c                               | 85 David Njoku, Cleveland                                      | 17 Evan Engram, Jacksonville a                               |
| Offensive Tackle | 78 Laremy Tunsil, Houston 73 Dion Dawkins, Buffalo           | 72 Terron Armstead, Miami                                      |                                                              |
| Offensive Guard  | 56 Quenton Nelson, Indianapolis 75 Joel Bitonio, Cleveland b | 62 Joe Thuney, Kansas City c                                   | 77 Wyatt Teller, Cleveland a 70 Kevin Zeitler, Baltimore a   |
| Center           | 52 Creed Humphrey, Kansas City c                             | 64 Tyler Linderbaum, Baltimore                                 | 78 Ryan Kelly, Indianapolis a                                |

### Defense
| Position           | Starter                                                    | Reserve                                         | Alternative                                                              |
| ------------------ | ---------------------------------------------------------- | ----------------------------------------------- | ------------------------------------------------------------------------ |
| Defensive End      | 95 Myles Garrett, Cleveland 98 Maxx Crosby, Las Vegas b    | 91 Trey Hendrickson, Cincinnati                 | 51 Will Anderson, Houston a                                              |
| Defensive Tackle   | 95 Chris Jones, Kansas City c 95 Quinnen Williams, NY Jets | 92 Justin Madubuike, Baltimore                  | 99 DeForest Buckner, Indianapolis a                                      |
| Outside Linebacker | 90 T. J. Watt, Pittsburgh b 52 Khalil Mack, LA Chargers b  | 41 Josh Allen, Jacksonville                     | 6 Jeremiah Owusu-Koramoah, Cleveland a 11 Jermaine Johnson II, NY Jets a |
| Inside Linebacker  | 0 Roquan Smith, Baltimore                                  | 6 Patrick Queen, Baltimore                      |                                                                          |
| Cornerback         | 2 Patrick Surtain II, Denver 1 Sauce Gardner, NY Jets      | 5 Jalen Ramsey, Miami 21 Denzel Ward, Cleveland |                                                                          |
| Free Safety        | 31 Justin Simmons, Denver                                  | 39 Minkah Fitzpatrick, Pittsburgh               |                                                                          |
| Strong Safety      | 14 Kyle Hamilton, Baltimore                                |                                                 |                                                                          |

### Special Teams
| Position          | Starter                        | Alternative |
| ----------------- | ------------------------------ | ----------- |
| Punter            | 6 A. J. Cole III, Las Vegas    |             |
| Kicker            | 9 Justin Tucker, Baltimore     |             |
| Return Specialist | 19 Marvin Mims, Denver         |             |
| Special Teamer    | 28 Miles Killebrew, Pittsburgh |             |
| Long Snapper      | 46 Ross Matiscik, Jacksonville |             |

## NFC-Kader

### Offense
| Position         | Starter                                                          | Ersatz                                                   | Alternative                                                                         |
| ---------------- | ---------------------------------------------------------------- | -------------------------------------------------------- | ----------------------------------------------------------------------------------- |
| Quarterback      | 13 Brock Purdy, San Francisco c                                  | 4 Dak Prescott, Dallas b 9 Matthew Stafford, LA Rams b   | 1 Jalen Hurts, Philadelphia a 6 Baker Mayfield, Tampa Bay a 7 Geno Smith, Seattle a |
| Runningback      | 23 Christian McCaffrey, San Francisco c                          | 0 D’Andre Swift, Philadelphia 23 Kyren Williams, LA Rams | 26 Jahmyr Gibbs, Detroit a                                                          |
| Fullback         | 44 Kyle Juszczyk, San Francisco c                                |                                                          | 30 C. J. Ham, Minnesota a                                                           |
| Wide Receiver    | 88 CeeDee Lamb, Dallas 11 A. J. Brown, Philadelphia b            | 13 Mike Evans, Tampa Bay b 17 Puka Nacua, LA Rams        | 14 Amon-Ra St. Brown, Detroit a 14 D. K. Metcalf, Seattle a                         |
| Tight End        | 85 George Kittle, San Francisco c                                | 87 Sam LaPorta, Detroit                                  | 87 Jake Ferguson, Dallas a                                                          |
| Offensive Tackle | 71 Trent Williams, San Francisco c 65 Lane Johnson, Philadelphia | 58 Penei Sewell, Detroit                                 | 78 Tristan Wirfs, Tampa Bay a                                                       |
| Offensive Guard  | 70 Zack Martin, Dallas b 63 Chris Lindstrom, Atlanta             | 69 Landon Dickerson, Philadelphia                        | 73 Tyler Smith, Dallas a                                                            |
| Center           | 62 Jason Kelce, Philadelphia                                     | 77 Frank Ragnow, Detroit b                               | 78 Erik McCoy, New Orleans a                                                        |

### Defense
| Position           | Starter                                                   | Ersatz                                                   | Alternative                                              |
| ------------------ | --------------------------------------------------------- | -------------------------------------------------------- | -------------------------------------------------------- |
| Defensive End      | 97 Nick Bosa, San Francisco c 98 Montez Sweat, Chicago    | 97 Aidan Hutchinson, Detroit                             | 90 DeMarcus Lawrence, Dallas a                           |
| Defensive Tackle   | 99 Aaron Donald, LA Rams b 97 Dexter Lawrence, NY Giants  | 98 Javon Hargrave, San Francisco c                       | 95 Derrick Brown, Carolina a 97 Kenny Clark, Green Bay a |
| Outside Linebacker | 11 Micah Parsons, Dallas 99 Danielle Hunter, Minnesota    | 7 Haason Reddick, Philadelphia                           |                                                          |
| Inside Linebacker  | 54 Fred Warner, San Francisco c                           | 54 Bobby Wagner, Seattle                                 | 56 Demario Davis, New Orleans a                          |
| Cornerback         | 26 DaRon Bland, Dallas 7 Charvarius Ward, San Francisco c | 33 Jaylon Johnson, Chicago 21 Devon Witherspoon, Seattle | 2 Darius Slay, Philadelphia a                            |
| Free Safety        | 3 Jessie Bates, Atlanta                                   |                                                          |                                                          |
| Strong Safety      | 3 Budda Baker, Arizona                                    | 20 Julian Love, Seattle                                  |                                                          |

### Special Teams
| Position          | Starter                           | Ersatz                     |
| ----------------- | --------------------------------- | -------------------------- |
| Punter            | 5 Bryan Anger, Dallas             |                            |
| Kicker            | 17 Brandon Aubrey, Dallas         |                            |
| Return Specialist | 22 Rashid Shaheed, New Orleans    |                            |
| Special Teamer    | 42 Jalen Reeves-Maybin, Detroit b |                            |
| Long Snapper      | 42 Andrew DePaola, Minnesota      | 44 Nick Bellore, Seattle a |

a Ersatzwahl aufgrund eines nicht teilnehmenden Spielers
b Gewählt, aber keine Teilnahme wegen Verletzung oder anderen Gründen
c Gewählt, aber keine Teilnahme, da Spieler im Super Bowl LVIII

## Events und Ergebnisse
Es werden insgesamt zehn Minispiele und drei Flag-Football-Spiele veranstaltet. Bei jedem Minispiel erhält die siegreiche Conference drei Punkte, für die ersten beiden Flag-Football-Spiele erhält der Sieger je sechs Punkte. Vor dem letzten Flag-Football-Spiel werden die vorher erzielten Punkte addiert und anschließend mit dem Ergebnis des Spiels verrechnet. Daraus ergibt sich der Endpunktestand der Pro Bowl Games.

### Donnerstag

#### Precision Passing
Dieses Spiel ist ausschließlich für die Quarterbacks beider Mannschaften. Innerhalb einer Minute müssen sie so viele Ziele wie möglich getroffen werden, für die es entsprechende Punkte gibt. Die beiden besten Quarterbacks der ersten Runde spielen in einer Finalrunde gegeneinander.
| # | Quarterback     | Team | Punkte |
| - | --------------- | ---- | ------ |
| 1 | C. J. Stroud    | HOU  | 26     |
| 2 | Baker Mayfield  | TB   | 24     |
| 3 | Gardner Minshew | IND  | 21     |
| 4 | Geno Smith      | SEA  | 20     |
| 5 | Jalen Hurts     | PHI  | 17     |
| 6 | Tua Tagovailoa  | MIA  | 16     |

| # | Quarterback    | Team | Punkte |
| - | -------------- | ---- | ------ |
| 1 | Baker Mayfield | TB   | 9      |
| 2 | C. J. Stroud   | HOU  | 8      |

| Conference | Punkte |
| ---------- | ------ |
| AFC        | 0      |
| NFC        | 3      |

#### High Stakes
Jeder Spieler begann mit einem Ball in der Hand und musste einen Punt, der von einer Ballmaschine geschossen wurde, fangen. Jeder Spieler, dem es gelang, den Ball zu fangen, ohne einen anderen fallen zu lassen, kam in die nächste Runde und musste den nächsten Punt fangen. Der Spieler, der die meisten Fußbälle fängt, gewinnt.
Miles Killebrew (PIT) gewann das Spiel für die AFC. Er fing einen Punt während er bereits fünf Bälle festhielt.
| Conference | Punkte |
| ---------- | ------ |
| AFC        | 3      |
| NFC        | 3      |

#### Closest to the Pin
Bei diesem Golf-Präzisionsspiel nahmen sechs Spieler jeder Conference teil und versuchten einen Golfball so nah wie möglich an das Loch zu schlagen.
Bryan Anger (DAL) gewann das Spiel für die NFC. Sein Abschlag endete etwa 60 cm vom Loch entfernt.
| Conference | Punkte |
| ---------- | ------ |
| AFC        | 3      |
| NFC        | 6      |

#### Snapshots
Bei diesem Event traten Center und Long Snapper gegeneinander an, indem sie Bälle auf Ziele unterschiedlicher Größe und Punktwert ähnlich einer Torwand snappen.
Andrew DePaola (MIN; 9 Punkte) und Jason Kelce (PHI; 5 Punkte) gewannen das Spiel für die NFC.
| Conference | Punkte |
| ---------- | ------ |
| AFC        | 3      |
| NFC        | 9      |

#### Dodgeball
Ein Dodgeballturnier mit zwei Spielen: Die AFC-Offense gegen die NFC-Defense und die NFC-Offense gegen die AFC-Defense.
Beide Offenses gewannen ihr Spiel.
| Conference | Punkte |
| ---------- | ------ |
| AFC        | 6      |
| NFC        | 12     |

### Sonntag

#### Kick Tac Toe
Dieses Event war ausschließlich für die Kicker der Conferences. Hierbei wurde ein Field Goal zu einem vertikalen Tic-Tac-Toe-Spielfeld umfunktioniert und mit Schüssen nach den gängigen Tic-Tac-Toe-Regeln bespielt. Der Kicker, der insgesamt fünf Felder oder drei Felder in einer Reihe (horizontal, vertikal, diagonal) traf, gewann.
| Conference | Punkte |
| ---------- | ------ |
| AFC        | 9      |
| NFC        | 12     |

#### Flag Football (1. Qtr.)
Ein Flag-Football-Spiel mit sieben gegen sieben Spielern und 4 × 12 Minuten wurde ausgetragen. Das erste Viertel gewann die AFC mit 12:7.
| Conference | Punkte |
| ---------- | ------ |
| AFC        | 21     |
| NFC        | 19     |

#### Move the Chains
Fünf Spieler jeder Conference traten gegeneinander an. Sie mussten erst 3.000 Pfund (ca. 1.360 kg) Gewicht von einer Wand bewegen und dann diese 2.000 Pfund (ca. 907 kg) schwere Wand über die Ziellinie ziehen. Die NFC gewann das Spiel.
| Conference | Punkte |
| ---------- | ------ |
| AFC        | 21     |
| NFC        | 22     |

#### Flag Football (2. Qtr.)
Die AFC gewann das zweite Viertel des Flag-Football-Spiels mit 26:14.
| Conference | Punkte |
| ---------- | ------ |
| AFC        | 47     |
| NFC        | 36     |

#### Madden NFL Head-to-Head
Zwei Spieler jeder Conference spielten das Madden NFL 24-Videospiel mit den offiziellen Pro Bowl-Rosters gegeneinander. Für die NFC gewannen Puka Nacua (LAR) und Micah Parsons (DAL) mit 36:15 gegen David Njoku (CLE) and Tyreek Hill (MIA) der AFC.
- Hinweis: Das Spiel wurde am Samstag, 3. Februar 2024, um 19 Uhr live auf YouTube und Twitch übertragen, wobei die Höhepunkte des Spiels während der Übertragung gezeigt wurden.[4]

| Conference | Punkte |
| ---------- | ------ |
| AFC        | 47     |
| NFC        | 39     |

#### Gridiron Gauntlet (1. Rennen)
Sechs Spieler jeder Conference nahmen an einem Staffellauf über einen Hindernisparcours teil. Es wurden zwei Rennen ausgetragen. Die NFC gewann das erste Rennen.
| Conference | Punkte |
| ---------- | ------ |
| AFC        | 47     |
| NFC        | 42     |

#### Best Catch
Ein Spieler jeder Conference wurde in zuvor aufgezeichneten Videos gezeigt, wie er besondere Fänge rund um verschiedene Wahrzeichen von Orlando ausführt, und eine Fan-Abstimmung hat darüber entschieden, wer die besten Fänge hatte.
David Njoku (CLE) und Puka Nacua (LAR) traten gegeneinander an, am Sonntag wurde bekanntgegeben, dass die NFC gewann.
| Conference | Punkte |
| ---------- | ------ |
| AFC        | 47     |
| NFC        | 45     |

#### Gridiron Gauntlet
Die NFC gewann das zweite Rennen des Gridiron Gauntlet.
| Conference | Punkte |
| ---------- | ------ |
| AFC        | 47     |
| NFC        | 48     |

#### Flag Football (3. Qtr.)
Die NFC gewann das dritte Viertel des Flag-Football-Spiels mit 7:6.
| Conference | Punkte |
| ---------- | ------ |
| AFC        | 53     |
| NFC        | 55     |

#### Tug-of-War
Fünf Spieler jeder Conference traten im Tauziehen gegeneinander an. Im Best-of-Three-Format wurde der Gewinner ermittelt. Die NFC gewann mit 2:0.
| Conference | Punkte |
| ---------- | ------ |
| AFC        | 53     |
| NFC        | 58     |

#### Flag Football (4. Qtr.)
Im vierten Viertel des Flag-Football-Spiels wurde mit 6:6 ein Unentschieden erreicht
| Conference | Punkte |
| ---------- | ------ |
| AFC        | 59     |
| NFC        | 64     |

### Endergebnis
| Conference | Samstag | Sonntag | Sonntag | Sonntag | Sonntag | Sonntag | Sonntag | Sonntag | Sonntag | Gesamt |
| Conference | Samstag | Event   | 1. Qtr. | Event   | 2. Qtr. | Events  | 3. Qtr. | Event   | 4. Qtr. | Gesamt |
| ---------- | ------- | ------- | ------- | ------- | ------- | ------- | ------- | ------- | ------- | ------ |
| AFC        | 6       | 3       | 12      | 0       | 26      | 0       | 6       | 0       | 6       | 59     |
| NFC        | 12      | 0       | 7       | 3       | 14      | 12      | 7       | 3       | 6       | 64     |